# Henryk Stażewski
Henryk Stażewski (Warschau, 9 januari 1894 – aldaar, 10 juni 1988) was een Poolse schilder. Hij geldt als een belangrijke vertegenwoordiger van het constructivisme in Polen.

## Leven en werk
Stażewski studeerde van 1913 tot 1919 aan de kunstacademie van Warschau. Hij was in 1917 lid geworden van de eerste Poolse avantgardistische beweging, die zich aanvankelijk de Poolse expressionisten en vanaf  1919 de Poolse formisten (formiści polscy) noemde. Stażewski had zijn eerste expositie met de formisten in 1920 bij de Vereniging ter Bevordering van Schone Kunsten (Towarzystwo Zachety Sztuk Pieknych) in Warschau. Meerdere exposities volgden in Warschau, Vilnius en Łódź. Deze exposities waren het startpunt voor de oprichting in 1924 van de kunstenaarsgroepering Blok (Grupa Kubistow, Konstruktywistow i Suprematystow - 1924-1926), waarvan naast Stażewski avantgardistische kunstenaars als Władysław Strzemiński, Katarzyna Kobro, Henryk Berlewi, Teresa Żarnower en Mieczysław Szczuka lid werden. De groep had talrijke internationale contacten met verschillende avant-gardistische kunstenaars, tijdschriften en groeperingen, waaronder de Nederlandse groep De Stijl.
Nadien was hij ook betrokken bij de oprichting van de groeperingen Praesens (1926-1929) en Grupa "a.r." (1929-1936). Stażewski werd redacteur van de bladen Blok en Praesens. Hij reisde regelmatig naar Parijs, waar hij contact had met Piet Mondriaan en Michel Seuphor. In zijn werken en theorieën is de invloed van De Stijl en zijn vertegenwoordigers duidelijk zichtbaar. Hij werd in 1929 lid van de beweging Cercle et Carré en in 1931 van Abstraction-Création. Stażewski nam deel aan vele exposities van constructivisten in Polen, Parijs, New York en Basel. Zijn werk maakte deel uit van de internationale collectie moderne kunst die tussen 1920 en 1930  door de leden van de Grupa "a.r." was verzameld en in 1931 onderdak vond in het Kunstmuseum van Łódź. Veel van zijn werk is gedurende de Tweede Wereldoorlog vernietigd of op andere wijze verloren gegaan.
De eerste solo-expositie die Stażewski na 1945 kreeg, was in 1955 bij de Klub Zwiazku Literatow in Warschau. Eind vijftiger jaren nam hij deel aan een reeks exposities van moderne Poolse kunst in vele steden in geheel Europa, New York, Tokio en Tel Aviv. Hij vertegenwoordigde Polen bij de Biënnale van Venetië in 1959, 1966 en 1986. In 1980 nam hij het initiatief voor het uitwisselingsprogramma Poland-USA 1931-1982 van Poolse en Amerikaanse kunst ter herdenking van de 50ste verjaardag van de internationale moderne-kunstcollectie van Łódź.